# Ллойд Уэббер, Эндрю
Э́ндрю Ллойд Уэ́ббер, барон Ллойд-Уэ́ббер (англ. Andrew Lloyd Webber, Baron Lloyd-Webber; род. 22 марта 1948 года, Кенсингтон, Лондон, Великобритания) — английский композитор, старший сын органиста Уильяма Ллойда Уэббера и брат виолончелиста Джулиана Ллойда Уэббера. Ллойд Уэббер начал сочинять в возрасте шести лет, своё первое произведение опубликовал в девять лет.
Лорд Ллойд-Уэббер добился больших успехов на поприще музыкального театра. Некоторые его мюзиклы идут более десяти лет как в Вест-Энде, так и на Бродвее. Он создал 21 мюзикл, две темы к кинофильмам и один реквием. В 1992 году композитору был дарован титул рыцаря, а затем и титул пэра. Он обладатель множества престижных наград. Несколько из его песен, в частности «The Music of the Night» из мюзикла «Призрак Оперы», «I Don’t Know How to Love Him» из рок-оперы «Иисус Христос — суперзвезда», «Don’t Cry for Me Argentina» из «Эвиты» и «Memory» из «Кошек», стали хитами.
«Самый коммерчески успешный композитор в истории» по версии The New York Times в 2001 году и «Пятое самое влиятельное лицо в британской культуре» по версии The Daily Telegraph в 2008 году. Он один из шестнадцати человек, которые получили «Оскар», «Эмми», «Грэмми» и «Тони». На Аллее славы в Голливуде установлена звезда с его именем. Член Британской академии авторов песен, композиторов и авторов. В 1992 году основал Фонд Эндрю Ллойда Уэббера, который поддерживает искусство, культуру и культурное наследие в Великобритании.

## Юные годы
Ллойд Уэббер — сын скрипачки и пианистки Джин Джонстоун (англ. Jean Johnstone) и композитора Уильяма Ллойда Уэббера (англ. William Lloyd Webber). Его младший брат, Джулиан Ллойд Уэббер, — известный виолончелист.
Ллойд Уэббер начал писать собственную музыку в юном возрасте, написав первую опубликованную сюиту из шести частей в девять лет. Он также делал свои «постановки» с Джулианом и тётей Виолой в своём игрушечном театре, который он построил по предложению Виолы. Позже он станет владельцем нескольких театров на Вест-Энде. Его тётя Виола, актриса, брала Эндрю с собой, чтобы он посмотрел на её шоу и взглянул на мир театра из-за кулис.
В 1965 году Ллойд Уэббер был королевским стипендиатом в Вестминстерской школе и изучал историю в течение семестра в колледже Магдалины в Оксфорде, хотя зимой 1965 года он отказался от курса, чтобы учиться в Королевском музыкальном колледже и заинтересоваться музыкальным театром.

## Первые успехи
Первый успех пришёл к нему в возрасте 19 лет, когда он и Тим Райс написали оперу Иосиф и его удивительный разноцветный плащ снов (англ. Joseph and the Amazing Technicolor Dreamcoat) для школьной постановки. Уэббер и Тим Райс, продолжая работать вместе, написали оперы  Иисус Христос — суперзвезда (Jesus Christ Superstar) (1970) и Эвита (Evita) (1976). Творческие пути Райса и Уэббера вскоре разошлись.
В 1981 году Уэббер написал мюзикл Кошки (Cats) на слова нобелевского лауреата Т. С. Элиота.
22 марта 1984 года — в день своего рождения и в день премьеры своего же нового мюзикла под названием Звёздный Экспресс (Starlight Express) Уэббер женился на оперной певице Саре Брайтман, которая исполнила главную партию в его новом мюзикле — Призрак оперы. У обоих это был повторный брак, причём у Уэббера в предыдущем браке родилось двое детей.
В последующие годы Уэббер создал ещё несколько мюзиклов, с большим успехом поставленных на Бродвее.
По мотивам мюзиклов Уэббера было снято несколько фильмов, причём главную роль в экранизации Эвиты сыграла Мадонна.
В 1992 году был пожалован королевой в рыцари, в 1997 композитору было даровано пожизненное личное пэрство в ранге барона Ллойд-Уэббера (с дефисом между частями титульного наименования). Являлся членом Палаты лордов от консервативной партии вплоть до своего выхода на пенсию 17 октября 2017.
В 1977 году учредил и до настоящего времени полностью контролирует компанию Really Useful Group, которой принадлежат шесть театров в Вест-Энде Лондона, а также права проката на 22 музыкальных спектакля, среди которых не только все произведения композитора, но и такие мюзиклы как «Звуки музыки», «Удивительный волшебник из страны Оз» и другие. По оценкам воскресного приложения к The Times, состояние композитора превысило 700 миллионов фунтов стерлингов; он входит в сотню самых состоятельных жителей Великобритании.

## Мюзиклы
- «Такие, как мы» (The Likes of Us; 1965)
- «Иосиф и его удивительный, разноцветный плащ снов» (Joseph and the Amazing Technicolor Dreamcoat; 1968)
- «Иисус Христос — суперзвезда» (Jesus Christ Superstar; 1970)
- «Дживс» (Jeeves; 1975) / «По мотивам Дживса» (By Jeeves; 1996)
- «Эвита» (Evita; 1976)
- «Расскажи мне в воскресенье» (Tell Me On a Sunday; 1979)
- «Кошки» (Cats; 1981)
- «Песня и танец» (Song & Dance; 1982)
- «Звёздный экспресс» (Starlight Express; 1984)
- «Крикет» (Cricket; 1986)
- «Призрак Оперы» (The Phantom of the Opera; 1986)
- «Аспекты любви» (Aspects of Love; 1989)
- «Бульвар Сансет» (Sunset Boulevard; 1993)
- «Свистни по ветру» (Whistle Down the Wind; 1996)
- «Прекрасная игра» (The Beautiful Game; 2000)
- «Женщина в белом» (The Woman in White; 2004)
- «Любовь не умрёт никогда» (Love Never Dies; 2010)
- «Волшебник страны Оз» (The Wizard of Oz; 2011) — автор музыки к дополнительным номерам
- «Стивен Уорд» (Stephen Ward; 2013)
- «Школа рока» (School of Rock; 2015)[13]
- «Золушка» (Cinderella; 2021)

## Продюсируемые мюзиклы
- «Бомбейские мечты» (Bombay Dreams; 2002)
- «Звуки музыки» (The Sound of Music; 2006)

## Другие произведения
- «Variations» (1978)
- «Реквием» (Requiem; 1985)

## Награды
- 7 наград «Тони»
- 3 «Грэмми»
- 7 наград «премии Лоренса Оливье»
- «Золотой Глобус»
- «Оскар»
- Награда Общества Критиков «За лучший мюзикл 2000-го года»
- Императорская премия
- Награда имени Ричарда Роджерса